# Carrascal de Barregas
Carrascal de Barregas és un municipi de la província de Salamanca a la comunitat autònoma de Castella i Lleó. Limita al nord amb Florida de Liébana, a l'est amb Villamayor, al sud amb Doñinos de Salamanca, al sud-oest amb Galindo y Perahuy i a l'oest amb Parada de Arriba.

## Demografia
| 1991 | 1996 | 2001 | 2004 |
| ---- | ---- | ---- | ---- |
| 279  | 376  | 522  | 554  |